# Жорж-Шарл Уисманс
Жорж-Шарл Уисманс или (по холандском изговору) Јорис-Карл Хојсманс (фр. Charles-Marie-Georges Huysmans, хол. Joris-Karl Huysmans; Париз, 5. фебруар 1848 − 12. мај 1907) је француски романописац из друге половине деветнаестог века.

## Биографија
Рођен је у Паризу. Књижевну каријеру је започео натуралистичким текстовима као што је Marthe, Histoire d'une fille (1876). Роман Насупрот (À rebours) (1884), у којем прекида са натурализмом, школски је пример "декадентне“ литературе. Током суђења Оскару Вајлду 1895. тужилац је роман навео као очигледан примерак содомистичке литературе. Публикација Тамо доле (Là-Bas) из 1891. привукла је пажњу јавности детаљним описима сатанистичких ритуала у Француској 1880-их. Уисмансови каснији радови, као што су En Route (1895) и La Cathédrale (1898) под знатним су упливом католицизма. Уисманс је написао и две књиге уметничких критика: L'Art moderne (1883) и Certains (1889). Био је један од оснивача академије Гонкур.
Жорж-Шарл Уисманс је сахрањен на гробљу Монпарнас у Паризу.